# Plateelfabriek De Distel

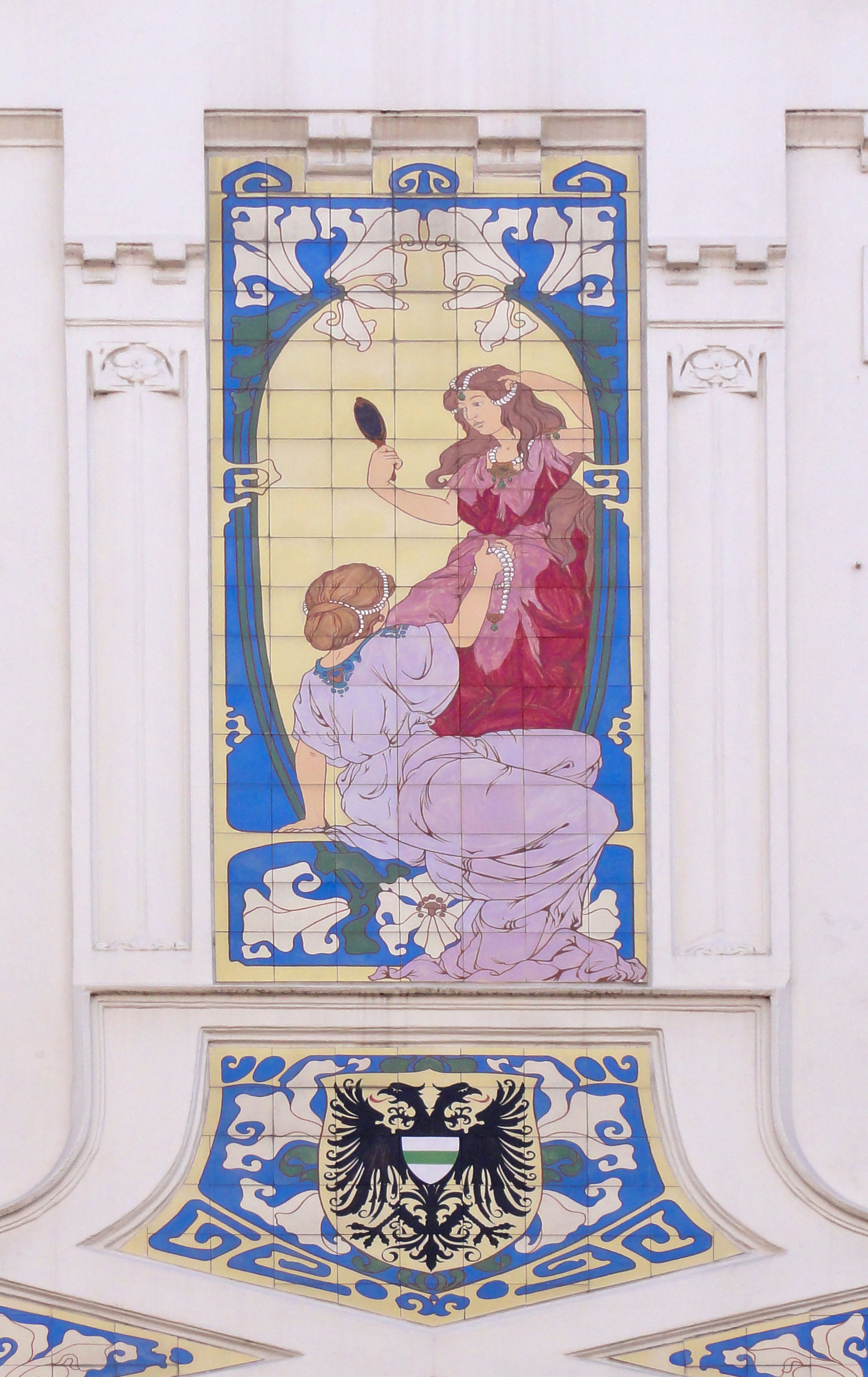
Herenstraat 101 in Groningen

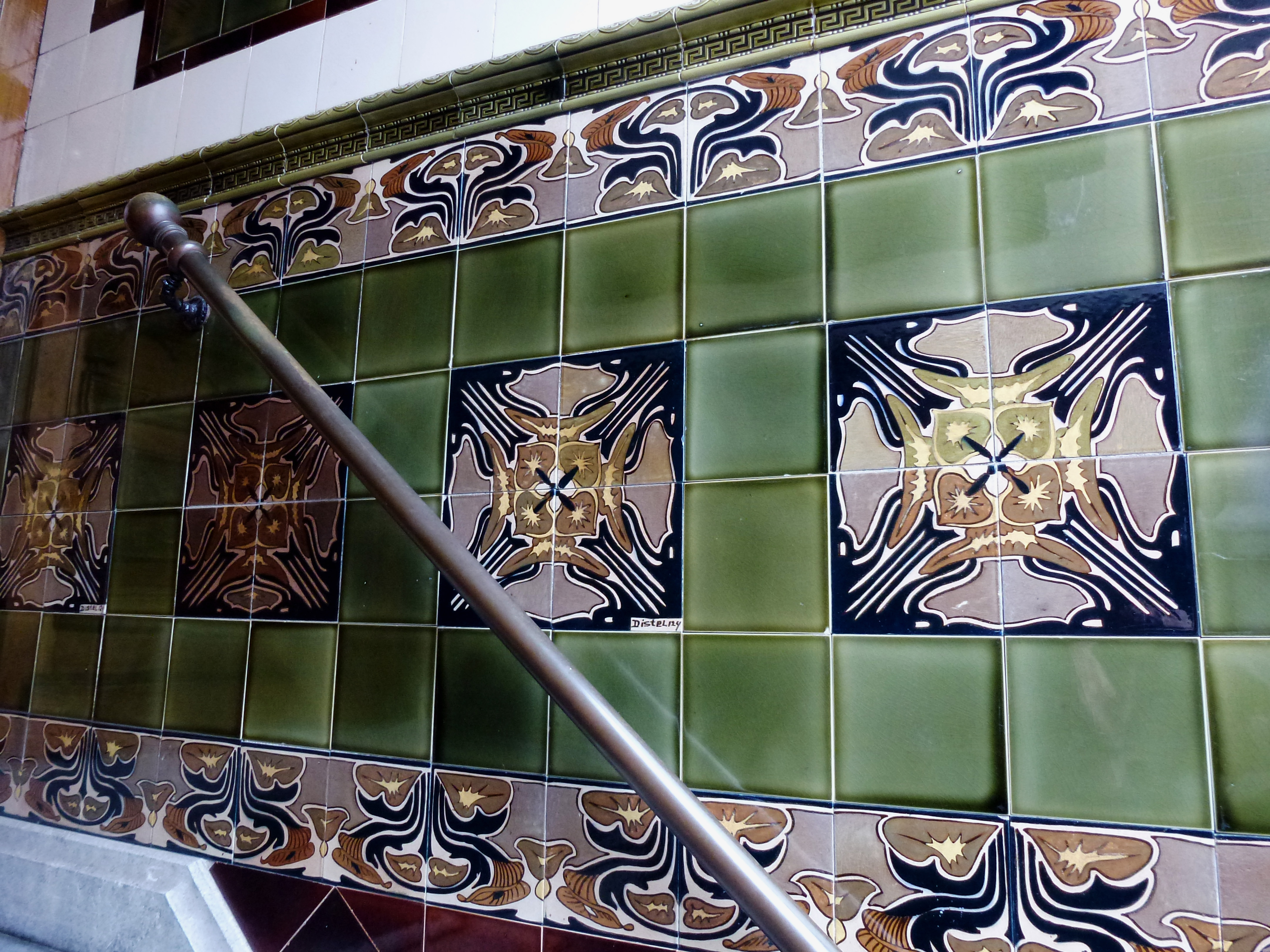
Tegelwand in Gorinchem

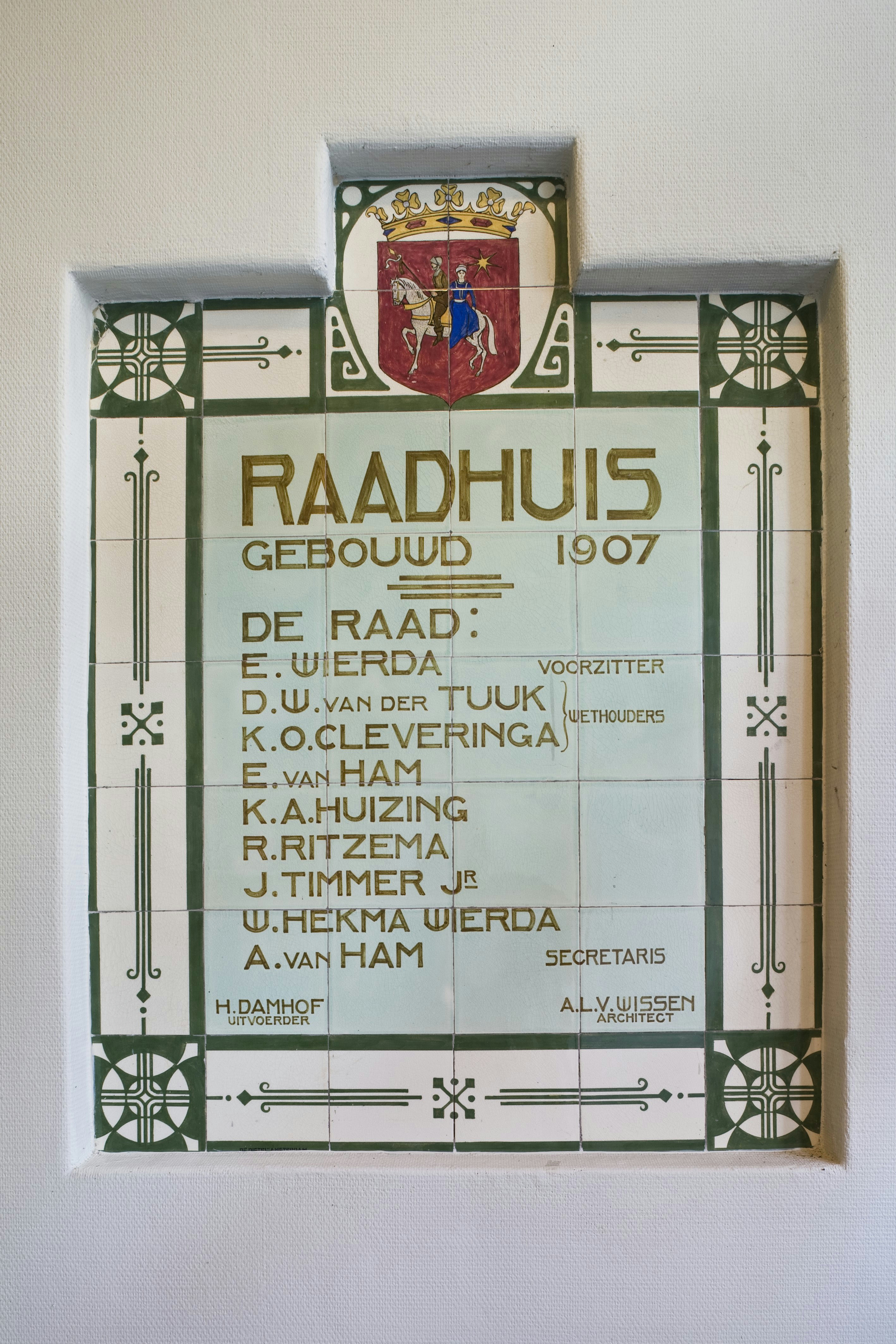
Raadhuis in Winsum (Groningen)

Plateelfabriek De Distel, ook wel Plateelbakkerij De Distel, was een Nederlandse aardewerkfabriek, opgericht in 1895 en gevestigd in Amsterdam.

## Geschiedenis
De fabriek werd in 1895 opgericht door Jacobus M. Lob. Hij legde zich toe op de vervaardiging van kunstaardewerk en trok voor het ontwerpen en beschilderen van zijn aardewerk beeldend kunstenaars aan om zo zijn producten een artistieke meerwaarde te geven.
In 1901 nam Lob Tegelbakkerij Lotus (opgericht te Watergraafsmeer in 1896 door Bert Nienhuis) van zijn ex-werknemer Bert Nienhuis over. Deze werd artistiek leider van 'De Distel' en stimuleerde er de productie van matglazuur met geometrische decoraties. In 1911 verliet Nienhuis De Distel. De artistieke leiding kwam nu in handen van Willem van Norden, die gedurende een lange periode (ook na de overname door Goedewaagen) zijn stempel op het bedrijf heeft gedrukt.
In 1910 kocht Lob het bedrijf 'Voorheen Amstelhoek' op waardoor nieuwe artistieke stromingen in het bedrijf worden gebracht.
Na de Eerste Wereldoorlog was de markt voor kunstaardewerk niet gunstig en Lob besloot zijn bedrijf te verkopen. In 1922 nam Goedewaagen uit Gouda 'De Distel' over en breidde zijn fabriek aan het Jaagpad in Gouda uit, zodat de gehele productie van 'De Distel' in 1925 daar ook daadwerkelijk naartoe verplaatst kon worden. Van Norden kreeg de artistieke leiding van het nieuwe aardewerkbedrijf. Hij zou tot in het begin van de jaren 1960 aan het bedrijf verbonden blijven. De vormen die door 'De Distel' zijn ontworpen blijven ook na die tijd nog bij Goedewaagen in productie.

## Producten
De vroege producten van 'De Distel' zijn te vergelijken met het art-nouveauplateel van de Haagse fabriek Rozenburg. Onder invloed van Nienhuis werden de ontwerpen meer gestileerd. Nienhuis en Van Norden ontwierpen ook diverse jugendstiltegeltableaus ten behoeve van de architectuur van onder meer de Concertgebouwbuurt te Amsterdam en het voormalige Hotel Polen.

## Werk in openbare collecties (selectie)
- Rijksmuseum Amsterdam

## Galerie

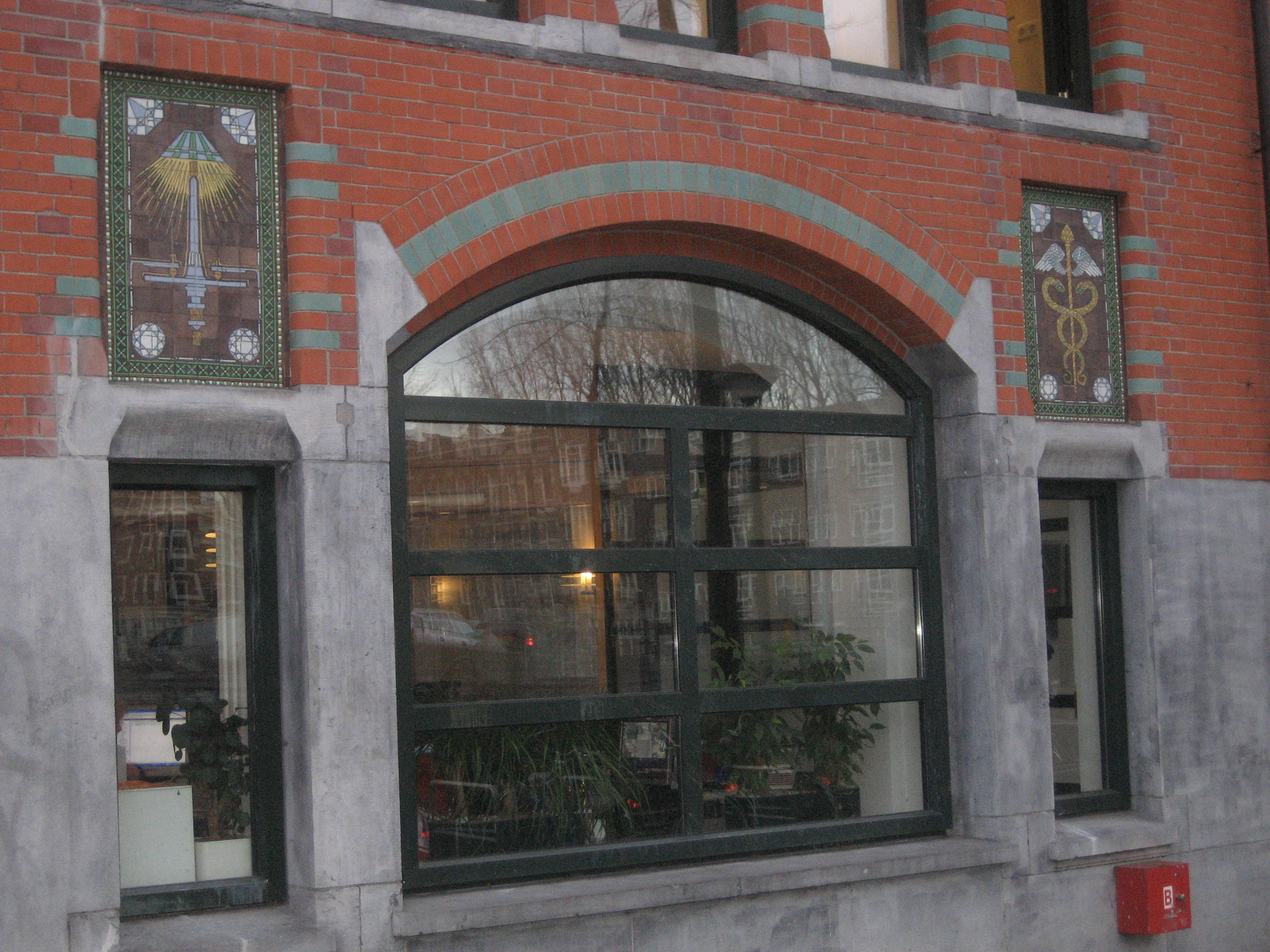
Weesperplein 4, Amsterdam
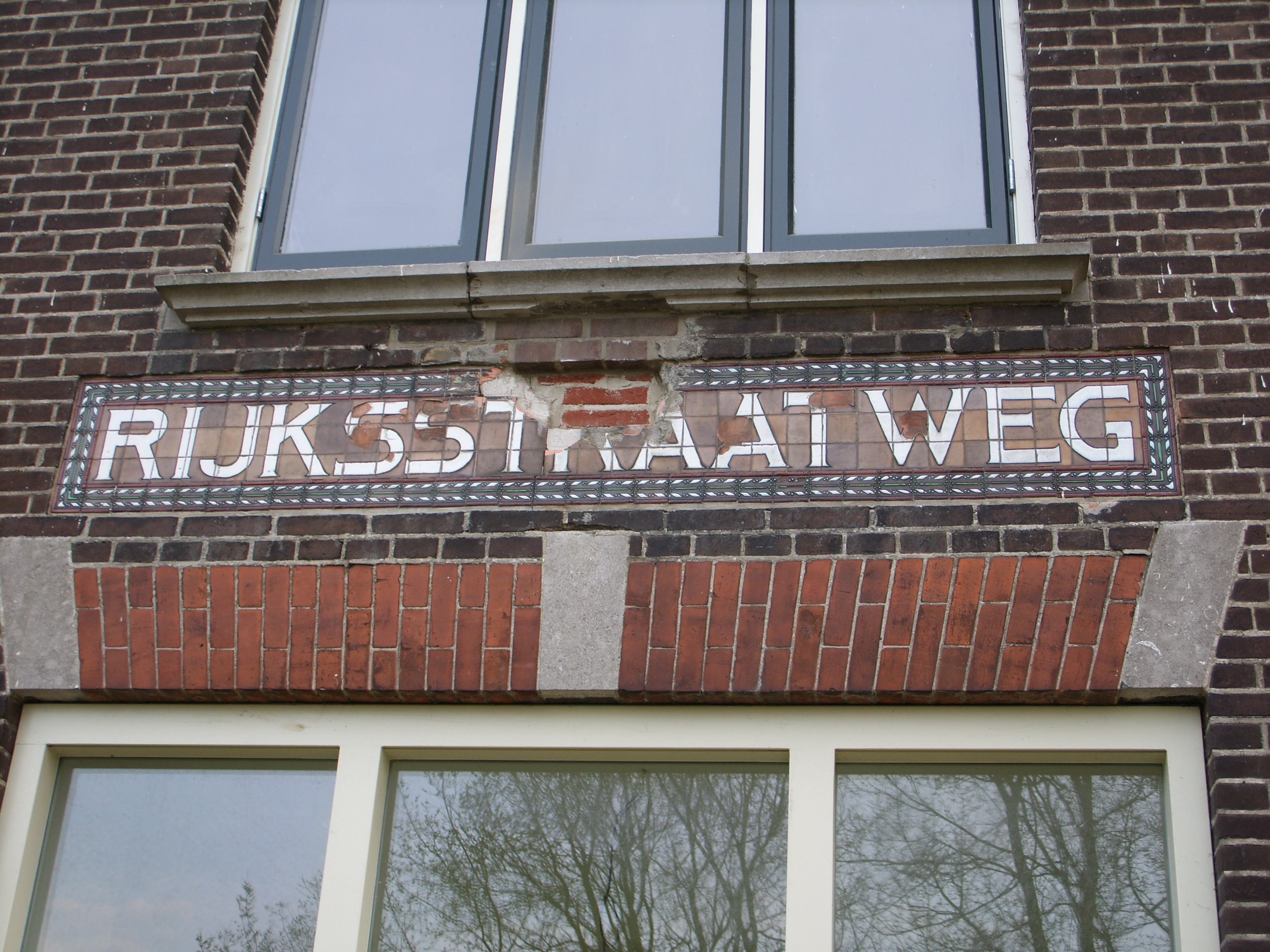
Tegeltableau Station Rijksstraatweg
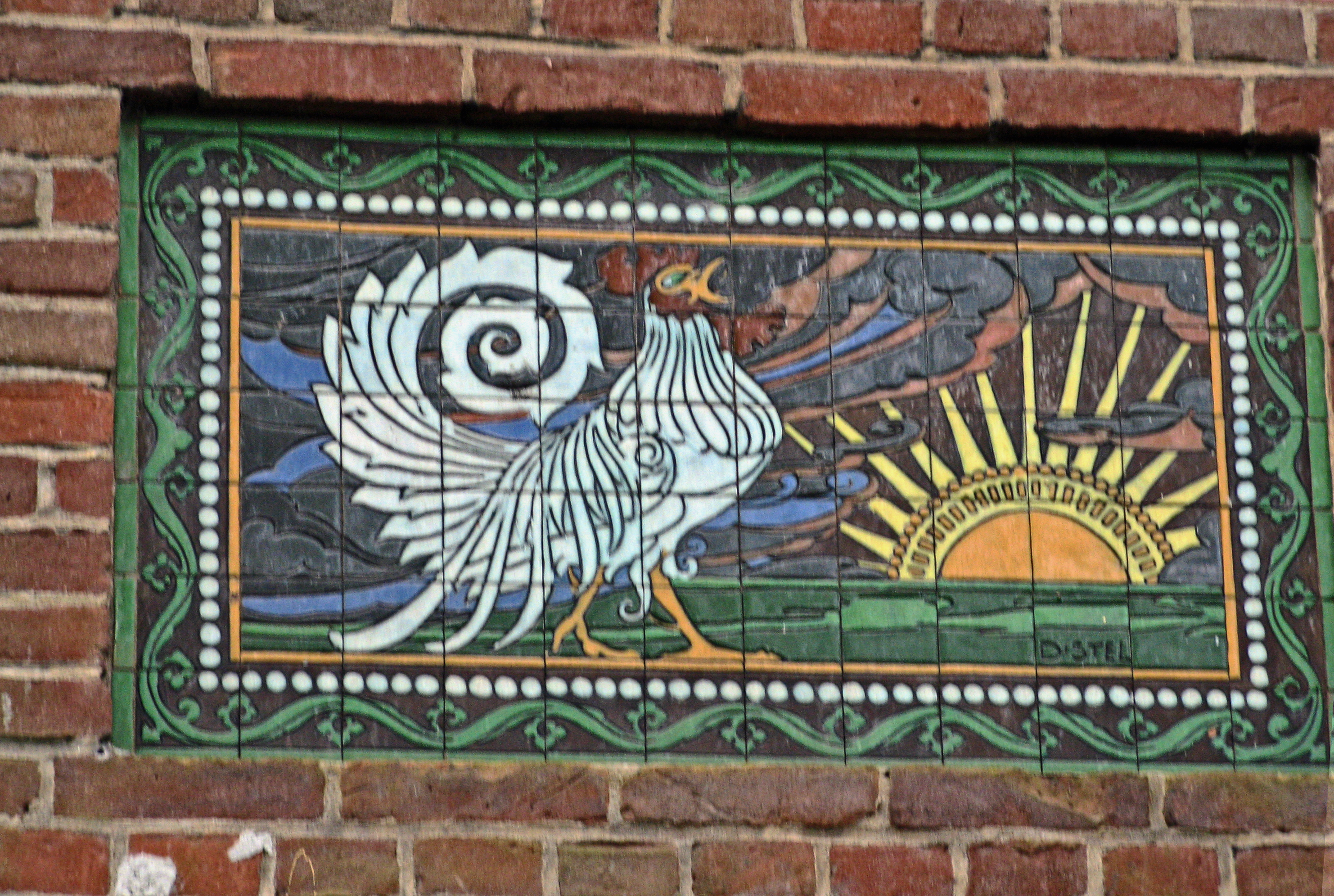
Zaanhof 57 in Amsterdam
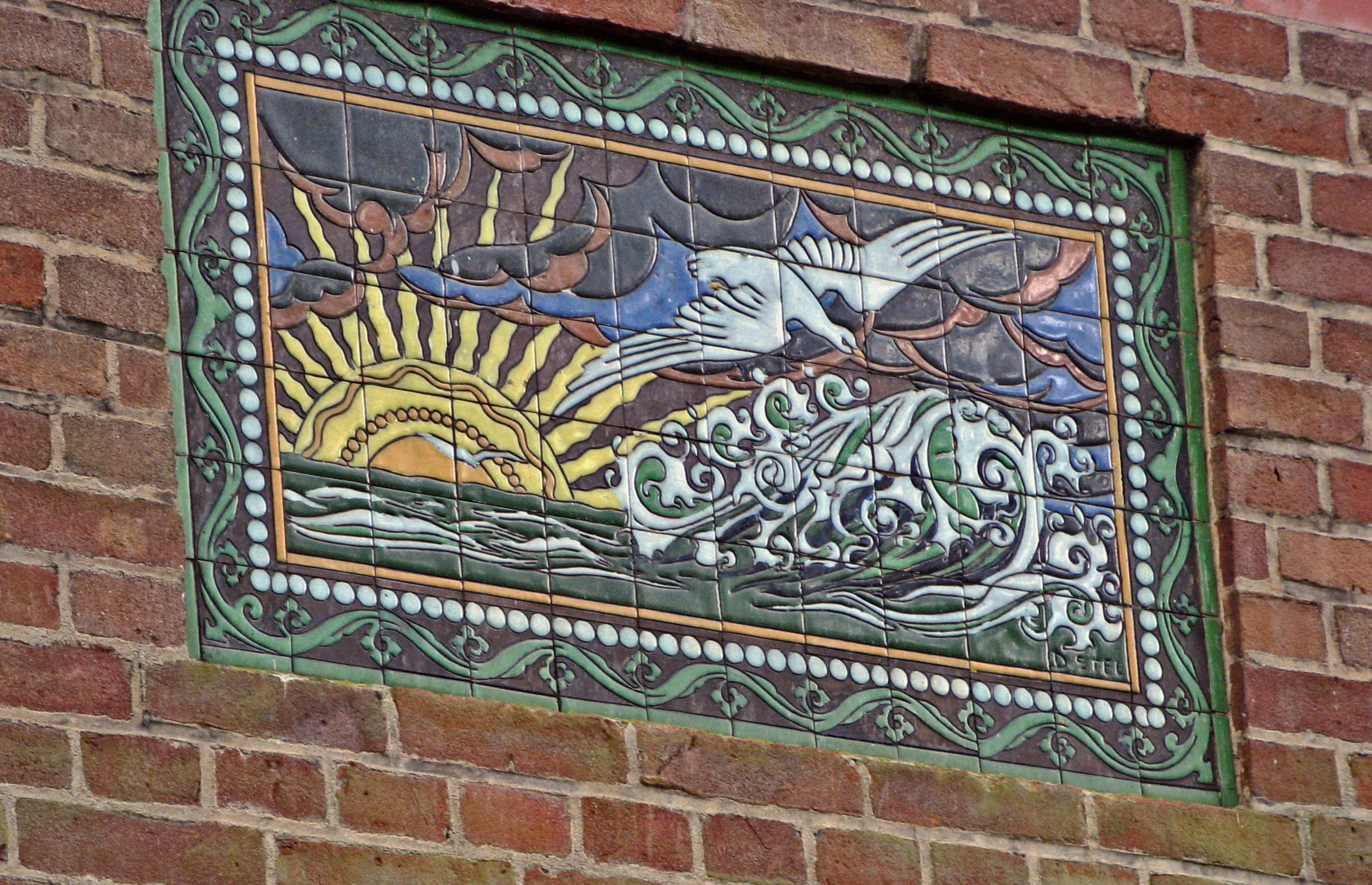
Zaanhof 62 in Amsterdam